# Porte Lavernale
La Porte Lavernale (latin : Porta Lavernalis) est une des portes du mur servien, située entre la Porte Raudusculane et la Porte Trigémine à Rome.

## Localisation
La porte tire son nom de sa proximité avec un autel et un bois sacré dédiés à Laverna, déesse patronne des voleurs, situés non loin à l'extérieur de l'enceinte servienne. Elle est mentionnée par Varron comme étant située après les portes Naevia et Raudusculane, c'est-à-dire à l'ouest de ces dernières, sur l'Aventin, dans l'axe de l'actuelle Via del Priorato. Le site d'une porte antique a en effet été identifié dans cette zone dans un passage étroit immédiatement à l'est du Bastione di Sangallo, point de jonction de la Via Ostiensis à l'extérieur de la ville avec le Vicus Armilustri qui est son prolongement à l'intérieur. Toutefois, selon Horace, le bois sacré de Laverna serait situé le long de la Via Salaria, mais rien n'exclut qu'il puisse y avoir deux bois dédiés à la même divinité.